# كاسي ديفيس باتون
كاسي ديفيس باتون (من مواليد 31 يوليو 1964)، هي ممثلة أمريكية، اشتهرت بدورها كإيلا باين في مسلسل (منزل باين) للمخرج تايلر بيري ومسلسله الفرعي ذا باينز. وهي معروفة أيضًا بدور العمة بام في سلسلة ماديا منذ عام 2010. لعبت دور البطولة في العديد من الإنتاجات الأخرى تحت إشراف تايلر بيري.